# Lace Up
Lace Up è il primo album in studio del rapper statunitense Machine Gun Kelly, pubblicato nel 2012.

## Tracce
1. Save Me (featuring M. Shadows & Synyster Gates) – 3:12
2. What I Do (featuring Bun B & Dub-O) – 4:32
3. Wild Boy (featuring Waka Flocka Flame) – 3:51
4. Lace Up (featuring Lil Jon) – 3:02
5. Stereo (featuring Alex Fitts) – 3:55
6. All We Have (featuring Anna Yvette) – 3:27
7. See My Tears – 4:10
8. D3MONS (featuring DMX) – 4:21
9. Edge of Destruction (featuring Tech N9ne & Twista) – 5:08
10. Runnin’ (featuring Planet VI) – 2:47
11. Invincible (featuring Ester Dean) – 3:07
12. On My Way – 4:10
13. End of the Road (featuring Blackbear) – 4:04

Tracce bonus nell'edizione deluxe
1. Half Naked & Almost Famous – 2:51
2. La La La (The Floating Song) – 3:54
3. Hold On (Shut Up) (featuring Young Jeezy) – 3:30
4. Warning Shot (featuring Cassie) – 3:21